# Cary Elwes

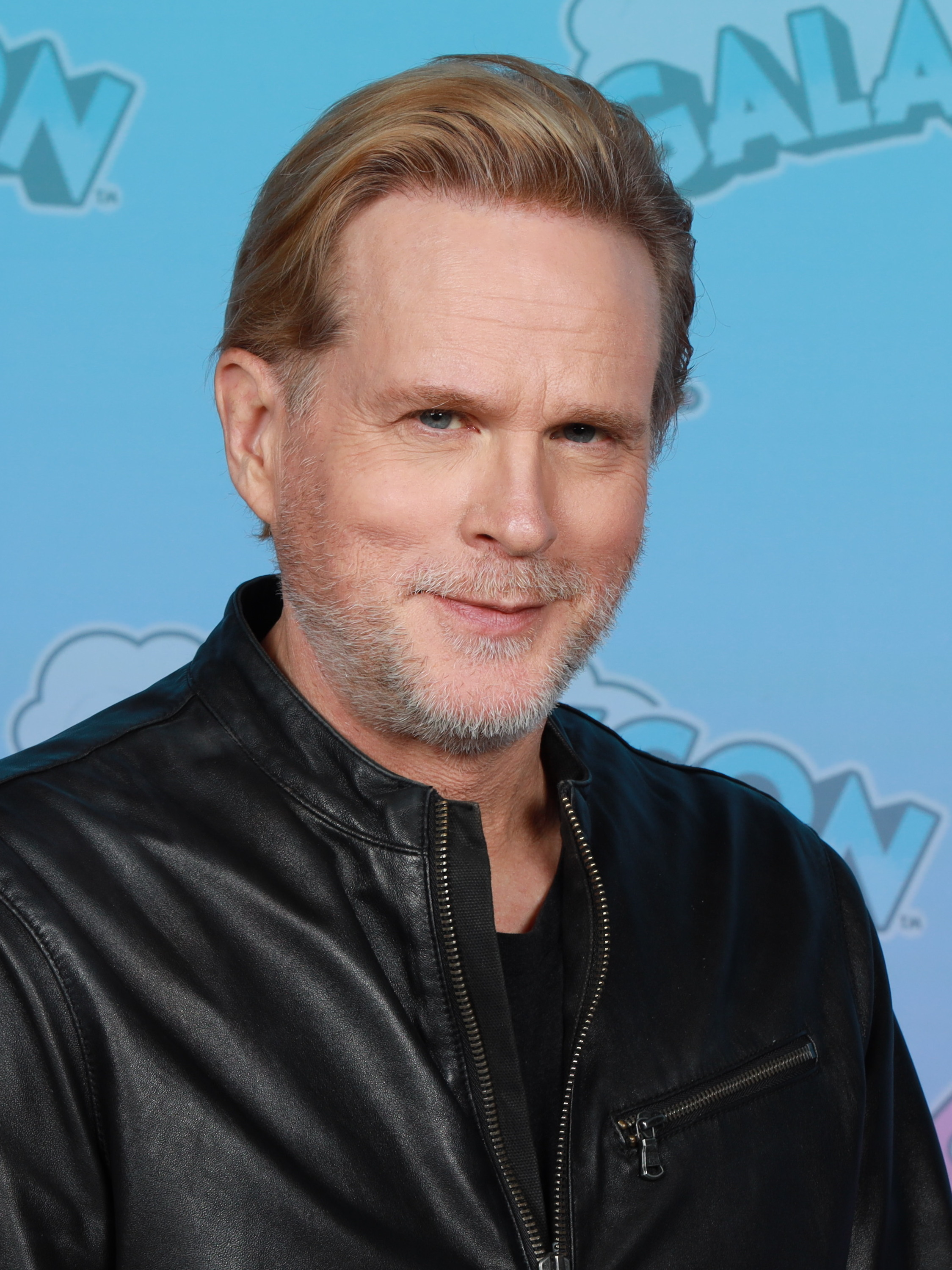
Cary Elwes (2025)

Ivan Simon Cary Elwes (* 26. Oktober 1962 in London) ist ein britischer Schauspieler.

## Leben
Cary Elwes ist der dritte Sohn der Innenarchitektin Tessa Kennedy, die anglo-irischer und serbo-kroatischer Abstammung ist, und des Porträtzeichners Dominic Elwes. Sein Bruder Cassian Elwes ist Filmproduzent, sein zweiter Bruder Damian Elwes ist Künstler. Seine Mutter heiratete nach dem Tod ihres ersten Mannes Elliott Kastner. Nach der Schule zog es Cary Elwes in die USA, wo er am Sarah Lawrence College in Yonkers bei New York Schauspielerei und Kunst studierte.
Nach dem College hatte Cary Elwes im Jahr 1984 seine erste Rolle in Another Country von Marek Kanievska. Daraufhin erhielt er das Angebot, in Lady Jane – Königin für neun Tage, einem historischen Epos, neben Helena Bonham Carter die Rolle des Guildford Dudley zu spielen. 1987 folgte ein Auftritt als Bauernjunge Westley in Die Braut des Prinzen. Es folgten Rollen neben Matthew Broderick in Glory (1989) und als Konkurrent von Tom Cruise in Tage des Donners (1990). In Hot Shots! – Die Mutter aller Filme, einer Parodie auf Top Gun – Sie fürchten weder Tod noch Teufel, verkörperte er den Gegenspieler von Charlie Sheen alias Topper Harley. In Bram Stoker’s Dracula war er der Verlobte von Lucy, gespielt von Sadie Frost.
In Mel Brooks’ Parodie Robin Hood – Helden in Strumpfhosen übernahm Elwes die Titelrolle des Robin Hood. Es folgten weitere Rollen, unter anderem in Twister und neben Jim Carrey in Der Dummschwätzer. 1999 spielte Elwes unter der Regie von Tim Robbins in Das schwankende Schiff die Rolle des John Houseman. Im folgenden Jahr trat er in Shadow of the Vampire in der Rolle des Fritz Arno Wagner auf. In Uprising – Der Aufstand über den Aufstand im Warschauer Ghetto hatte Elwes die Rolle des Fritz Hippler inne.

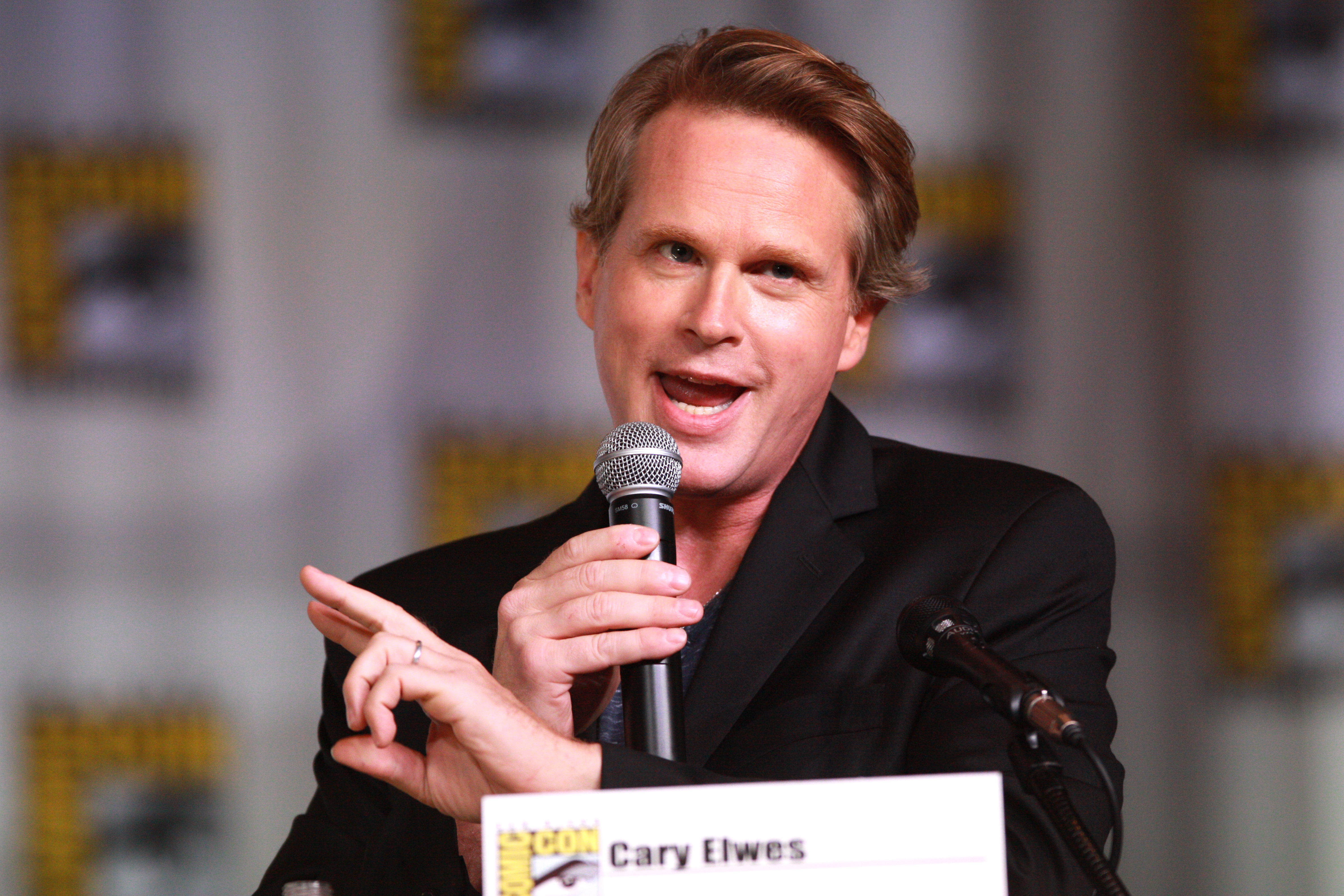
Elwes bei der Comic-Con 2013

In der neunten Staffel der Mysteryserie Akte X – Die unheimlichen Fälle des FBI übernahm Elwes ab 2001 in sechs Folgen die Rolle des Brad Follmer, eines skeptischen FBI-Agenten. 2004 spielte er im Horrorfilm Saw Dr. Lawrence Gordon, der in die Hände eines verrückten Serienmörders gerät. Sechs Jahre später spielte er nochmals Dr. Lawrence Gordon in Saw 3D – Vollendung. Im Film Papst Johannes Paul II. sah man Elwes als jungen Karol Wojtyła. Mit dem Film Elvis & Nixon gab Elwes 2016 sein Debüt als Drehbuchautor.
1997 verlobte sich Elwes mit der Fotografin Lisa Marie Kurbikoff in Paris. Die Hochzeit fand im Jahr 2000 statt. Sie haben zusammen eine Tochter (* 24. April 2007).

## Filmografie (Auswahl)

### Filme
- 1984: Oxford Blues
- 1984: Another Country
- 1985: Die Braut (The Bride)
- 1986: Lady Jane – Königin für neun Tage (Lady Jane)
- 1987: Maschenka
- 1987: Die Braut des Prinzen (The Princess Bride)
- 1989: Glory
- 1990: Tage des Donners (Days of Thunder)
- 1991: Hot Shots! – Die Mutter aller Filme (Hot Shots!)
- 1992: Bram Stoker’s Dracula (Dracula)
- 1993: Robin Hood – Helden in Strumpfhosen (Robin Hood: Men in Tights)
- 1993: Das Biest (The Crush)
- 1994: Highway Heat (The Chase)
- 1994: Das Dschungelbuch (The Jungle Book)
- 1996: Twister
- 1997: Der Dummschwätzer (Liar Liar)
- 1997: … denn zum Küssen sind sie da (Kiss the Girls)
- 1997: The Informant
- 1998: Krieg im Pentagon (The Pentagon Wars, Fernsehfilm)
- 1998: Das magische Schwert – Die Legende von Camelot (Quest for Camelot)
- 1999: Das schwankende Schiff (Cradle Will Rock)
- 2000: Shadow of the Vampire
- 2000: Race Against Time (Fernsehfilm)
- 2001: Uprising – Der Aufstand (Uprising, Fernsehfilm)
- 2001: The Cat’s Meow
- 2004: Saw
- 2004: Ella – Verflixt & zauberhaft (Ella Enchanted)
- 2004: The Riverman (Fernsehfilm)
- 2005: Edison
- 2005: Papst Johannes Paul II. (Pope John Paul II, Fernsehfilm)
- 2006: Haskett's Chance (Fernsehfilm)
- 2007: Georgias Gesetz (Georgia Rule)
- 2008: Alphabet Killer (The Alphabet Killer)
- 2009: Disneys Eine Weihnachtsgeschichte (A Christmas Carol)
- 2010: As Good As Dead
- 2010: Saw 3D – Vollendung (Saw 3D)
- 2011: Freundschaft Plus (No Strings Attached)
- 2011: Happy New Year (New Year’s Eve)
- 2014: Behaving Badly – Brav sein war gestern (Behaving Badly)
- 2016: Elvis & Nixon (Drehbuch, Produktion)
- 2016: Geheimes Verlangen (Indiscretion)
- 2016: Der Schatz von Walton Island (Lost & Found)
- 2017: Wir gehören nicht hierher (We Don’t Belong Here)
- 2018: Billionaire Boys Club
- 2018: Ghost Light
- 2019: Black Christmas
- 2021: The Unholy
- 2021: Best Sellers
- 2021: A Castle for Christmas
- 2022: Operation Fortune (Operation Fortune: Ruse de Guerre)
- 2022: The Hyperions – Die Superheldenakademie (The Hyperions)
- 2023: BlackBerry
- 2023: Mission: Impossible – Dead Reckoning Teil Eins (Mission: Impossible – Dead Reckoning Part One)
- 2023: Rebel Moon – Teil 1: Kind des Feuers (Rebel Moon – Part One: A Child of Fire)
- 2024: The Ministry of Ungentlemanly Warfare
- 2024: Rebel Moon – Teil 2: Die Narbenmacherin (Rebel Moon – Part Two: The Scargiver)
- 2025: Mission: Impossible – The Final Reckoning

### Serien
- 1996: Seinfeld (Folge 7x21)
- 1998: From the Earth to the Moon (Miniserie, drei Folgen)
- 1998: Pinky und der Brain (Pinky and the Brain, zwei Folgen, Stimme)
- 1998: Hercules (Hercules: The Animated Series, Folge 1x26, Stimme)
- 1999: Outer Limits – Die unbekannte Dimension (The Outer Limits, Folge 5x11)
- 1999: Batman of the Future (Batman Beyond, Folge 1x13)
- 2001: Night Visions (Folge 1x03)
- 2001–2002: Akte X – Die unheimlichen Fälle des FBI (The X-Files, sechs Folgen)
- 2007: Law & Order: Special Victims Unit (Folge 8x14)
- 2009–2010, 2012, 2014: Psych (vier Folgen)
- 2012: Leverage (Folge 5x01)
- 2015–2016: The Art of More – Tödliche Gier (The Art of More, 20 Folgen)
- 2016–2017: Life in Pieces (vier Folgen)
- 2017: Workaholics (Folge 7x06)
- 2019: Stranger Things (fünf Folgen)
- 2019: The Marvelous Mrs. Maisel (vier Folgen)
- 2024: Knuckles (zwei Folgen)

### Videospiele
- 2004: The Bard’s Tale (Sprecher The Bard)
- 2007: Pirates of the Caribbean: At World’s End (Sprecher Black Bart)
- 2012: Micky Epic: Die Macht der 2 (Sprecher Gremlin Gus)
- 2017: The Bard’s Tale: Remastered and Resnarkled (Sprecher The Bard)